# KATSU!
KATSU!(카츠)는 아다치 미쓰루가 권투를 소재한 만화로 쇼가쿠칸의 《주간 소년 선데이》에 2001년부터 2005년까지 연재한 작품이다. 단행본으로 전16권. 아다치 미쓰루의 작품 중 《터치》, 《슬로 스텝》 등에서도 권투란 스포츠가 등장하지만, 이야기의 중심에서 벗어나 있어, 이 작품이 그의 첫 권투 만화로 보기도 한다.